# Перша мінімальна вага в боксі
Перша мінімальна вага (англ. atomweight, англ. light minimumweight, англ. junior strawweight, англ. pinweight) — вагова категорія в боксі.

## Бокс
У жіночому боксі та юніорському аматорському боксі була ваговою категорією для боксерів з вагою до 102 фунтів (46 кг) (до 2003 року — 45 кг).
У вересні 2010 року жіночий клас з аматорського боксу був частково об’єднаний у розширений дивізіон 45–48 кг у першу найлегшу вагу, при цьому жінки вагою менше 45 кг були виключені з змагань. Вага все ще використовується для юніорських змагань.

### Професійні чемпіонки
Станом на 15 травня 2022 року.
| Організація | Дата здобуття   | Чемпіон           | Рекорд        | Захисти |
| ----------- | --------------- | ----------------- | ------------- | ------- |
| WBA         | 16 вересня 2012 | Монсеррат Аларкон | 17-4-2 (0 KO) |         |
| WBC         | 22 вересня 2018 | Фабіана Битикі    | 19-0-1 (5 KO) |         |
| IBF         | 25 лютого 2022  | Аяка Міяо         | 25-9-2 (6 KO) |         |
| WBO         | 25 лютого 2022  | Нанае Судзукі     | 11-4-1 (1 KO) |         |

### Аматорські чемпіонки
| year | Світ           | Европа           |
| ---- | -------------- | ---------------- |
| 2001 | Олена Сабітова | Орія Махмуд      |
| 2002 | Мері Ком       |                  |
| 2003 |                | Камелія Негря    |
| 2004 |                | Олена Сабітова   |
| 2005 | Мері Ком       | Олена Сабітова   |
| 2006 | Мері Ком       | Стелуца Дуце     |
| 2007 |                | Стелуца Дуце     |
| 2008 | Мері Ком       |                  |
| 2009 |                | Світлана Іванова |

## Змішані бойові мистецтва
Вага в змішаних єдиноборствах зазвичай відноситься до спортсменів з вагою менше 105 фунтів.